# ジョーイ (テレビ映画)
『ジョーイ』（英語: Something for Joey）は、1977年にアメリカ合衆国で放映されたテレビ映画。実在のカレッジフットボール選手であるジョン・キャパレッティとその弟であるジョーイの交流を描いた作品である。他にリンダ・ケルシーやスティーヴ・グッテンバーグが出演している。本作はNBCで放映され、その後同局やCBSで再放映された。
日本では1977年12月に日本ヘラルドより劇場映画として公開された。11億2000万円の配給収入を記録、1978年の洋画配給収入ランキングの第7位となった。日本公開時の宣伝には「この映画は、終ってもしばらく明かりがつきません｣というフレーズが使われた。

## あらすじ
キャパレッティ家の5人兄弟の末っ子であるジョーイ。彼は仲良しの次兄ジョンがペンシルベニア州立大学のフットボール選手になったことが嬉しくて、大観衆が集まったスタジアムの試合を見に行くのが楽しみだった。
ジョーイは3歳のときから白血病に侵され、この病気で初めて化学療法を施された子どもの一人だった。5年に及ぶ治療はときに苦痛を極めるもので、両親は延命のために選んだ決断を悩んでいた。
そんな中、免疫機能が低下していたジョーイは高熱を出し昏睡状態になった。キャパレッティ家は病院から引き取りみんなで介護する。後遺症を残しながらも、奇跡的にジョーイは回復して、挫折もありながらも自分に出来る事を広げようとする。
家族を大切にするジョンはジョーイと一緒にいる時間も、試合のために遠征に出る時間も、何がジョーイのために出来るのか考え続ける。そんなとき、ジョンなら大学フットボールの最優秀選手が選出されるハイズマン賞をとれるとジョーイが口にする。
強豪校のランニングバックで全米代表にも擬される程のジョンでも全米アスリートの生涯の栄誉は高すぎるハードルだった。しかし精力を傾け、周りの協力も得ながらジョンは好成績を収める。
ジョンはジョーイの病気が悪化する中でハイズマン賞に輝いた。ニューヨークの高級ホテルで開かれる授賞式には副大統領を筆頭に、キャバレッティ家を除けば、誰もが知る有名人が集まった。受賞のスピーチのため壇上に上がったジョンは、チームのために献身的な努力をした監督、同僚への感謝を言葉にする。締めくくりは家族への感謝だった。
最後に「一番下の弟であるジョゼフは病気にかかっています」と涙を抑えながら伝えようとするジョン。ジョーイは寛いだ雰囲気で聞いている。酒や煙草を口にしていた参加者は集中し始める。「周りの人は私が勇敢だと言ってくれます。でも試合がある日の競技場だけが私が戦う時間ですが、弟は常に苦痛と戦っています」と続け、彼にトロフィーが贈られるべきだと締めくくった。
作品はジョーイが1976年4月8日、ジョンが付き添う中、白血病のために世を去ったことを描いて幕を閉じる。

## キャスト
| 役名                           | 俳優                      | 日本語吹替                                                                            |
| 役名                           | 俳優                      | 日本テレビ版                                                                          |
| ------------------------------ | ------------------------- | ------------------------------------------------------------------------------------- |
| ジョン・キャパレッティ         | マーク・シンガー          | 国広富之                                                                              |
| ジョーイ・キャパレッティ       | ジェフリー・ライナス      | 中野健                                                                                |
| アン・キャパレッティ           | ジェラルディン・ペイジ    | 文野朋子                                                                              |
| ジョン・キャパレッティ・シニア | ジェラルド・S・オラフリン | 高原駿雄                                                                              |
| マーティ・カペレッティ         | ブライアン・ファレル      | 仲木隆司                                                                              |
| ナレーション                   | リンダ・ケルシー          | 此島愛子                                                                              |
| 不明 その他                    |                           | 弥永和子 玉川砂記子 鈴木博 野島昭生 坂口芳貞 徳丸完 小林勝彦 石丸博也 藤本譲 藤井敏夫 |
|                                |                           |                                                                                       |
| 演出                           | 演出                      | 山田悦司                                                                              |
| 翻訳                           | 翻訳                      | 入江敦子                                                                              |
| 効果                           | 効果                      | PAG                                                                                   |
| 調整                           | 調整                      | 甲藤勇                                                                                |
| 制作                           | 制作                      | ザック・プロモーション                                                                |
| 解説                           | 解説                      | 水野晴郎                                                                              |
| 初回放送                       | 初回放送                  | 1979年12月19日 『水曜ロードショー』                                                   |

## 評価
本作は、ベストセラーとなった兄弟の伝記を元に脚色され、好意的に紹介されて評判を得た。のちにビデオソフト化された。

## ノミネート
本作は1978年度のエミー賞の最優秀特別番組監督賞（ドラマ・コメディ部門）、最優秀特別番組脚本賞（ドラマ・コメディ部門）、およびゴールデングローブ賞の最優秀テレビ映画賞の候補となった。